# CA Arsenal de Llavallol
CA Arsenal de Llavallol was een Argentijnse voetbalclub uit Llavallol die exact twintig jaar bestond.
De club werd in 1948 opgericht door Aníbal Díaz, een fan van het Engelse voetbal. De club bouwde een stadion en in 1952 werden ze door de Argentijnse bond toegelaten om competitie te spelen. In 1954 promoveerde de club naar de Segunda de Ascenso (vierde klasse), waar de club tot 1958 speelde. Na een conflict met voorzitter Díaz trok de club zich van 1959 tot 1962 terug uit de competitie.
In 1962 werd Arsenal het reserveteam van CA Boca Juniors. In 1964 promoveerde de club weer naar de vierde klasse en speelde hier tot 1968. De terreinen van de club moesten teruggegeven worden aan de regering en het stadion werd afgebroken.

## Bekende spelers
- Antonio Angelillo
- Vladislao Cap
- Humberto Maschio
- Omar Sívori